# Třída Júbari
Třída Júbari byla třída fregat Japonských námořních sil sebeobrany. Byla to zvětšená vylepšená verze fregaty Išikari (DE-226). Sloužily především k protiponorkovému hlídkování a k ničení hladinových lodí ohrožujících japonské pobřeží. Celkem byly postaveny dvě jednotky této třídy. Ve službě byly v letech 1983–2010. Japonsko plavidla tradičně klasifikovalo jako eskortní torpédoborce, čemuž odpovídala trupová čísla s kódem DE (Destroyer Escort).

## Stavba
Třídu tvořily dvě jednotky pojmenované Júbari (DE-227) a Júbecu (DE-228). Postaveny byly v letech 1981–1984. Stavba třetí jednotky byla zrušena.
Jednotky třídy Júbari:
| Jméno           | Zahájení stavby | Spuštěna       | Vstup do služby | Status                   |
| --------------- | --------------- | -------------- | --------------- | ------------------------ |
| Júbari (DE-227) | 9. února 1981   | 22. února 1982 | 18. března 1983 | vyřazena 25. června 2010 |
| Júbecu (DE-228) | 14. ledna 1982  | 25. ledna 1983 | 17. února 1984  | vyřazena 25. června 2010 |

## Konstrukce

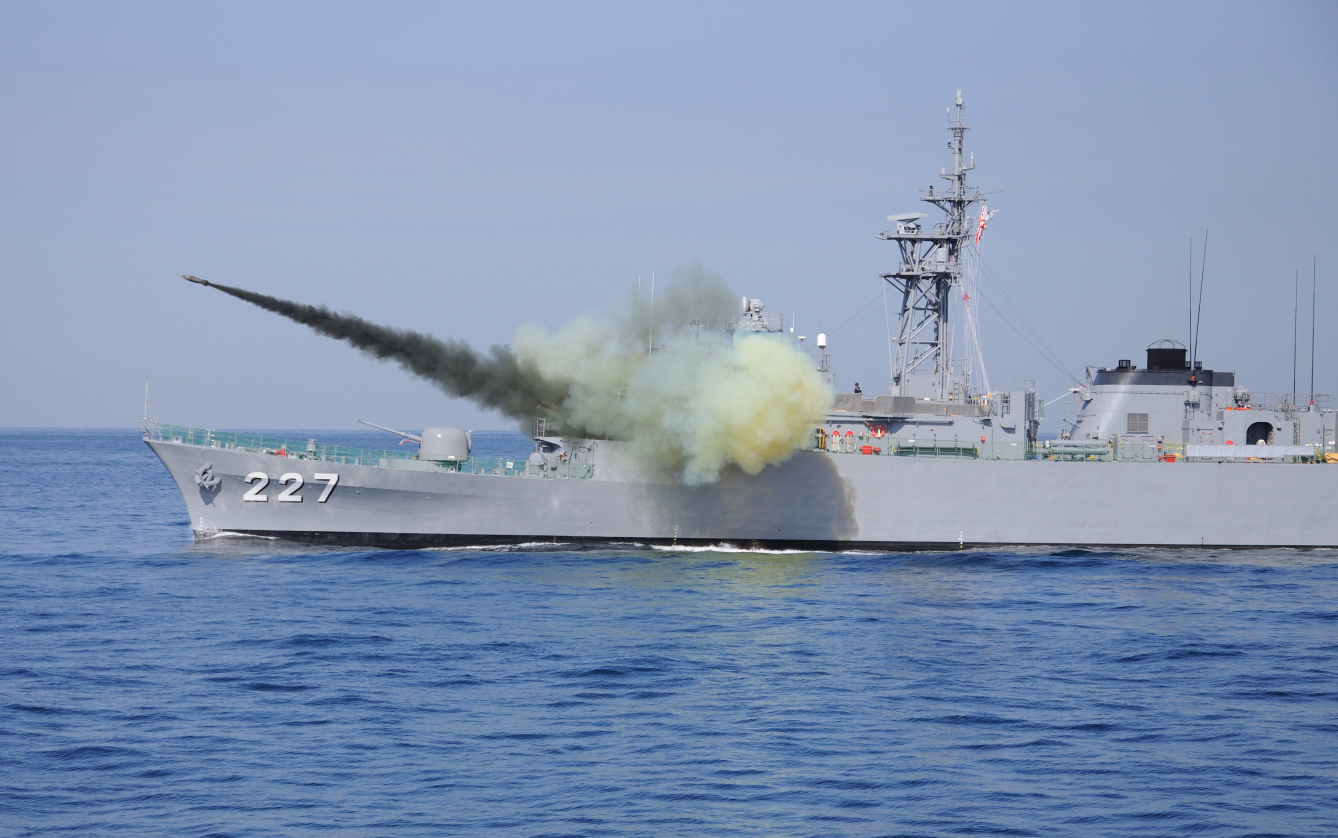
375mm protiponorkový raketomet Bofors fregaty Júbari (DE-227) v akci

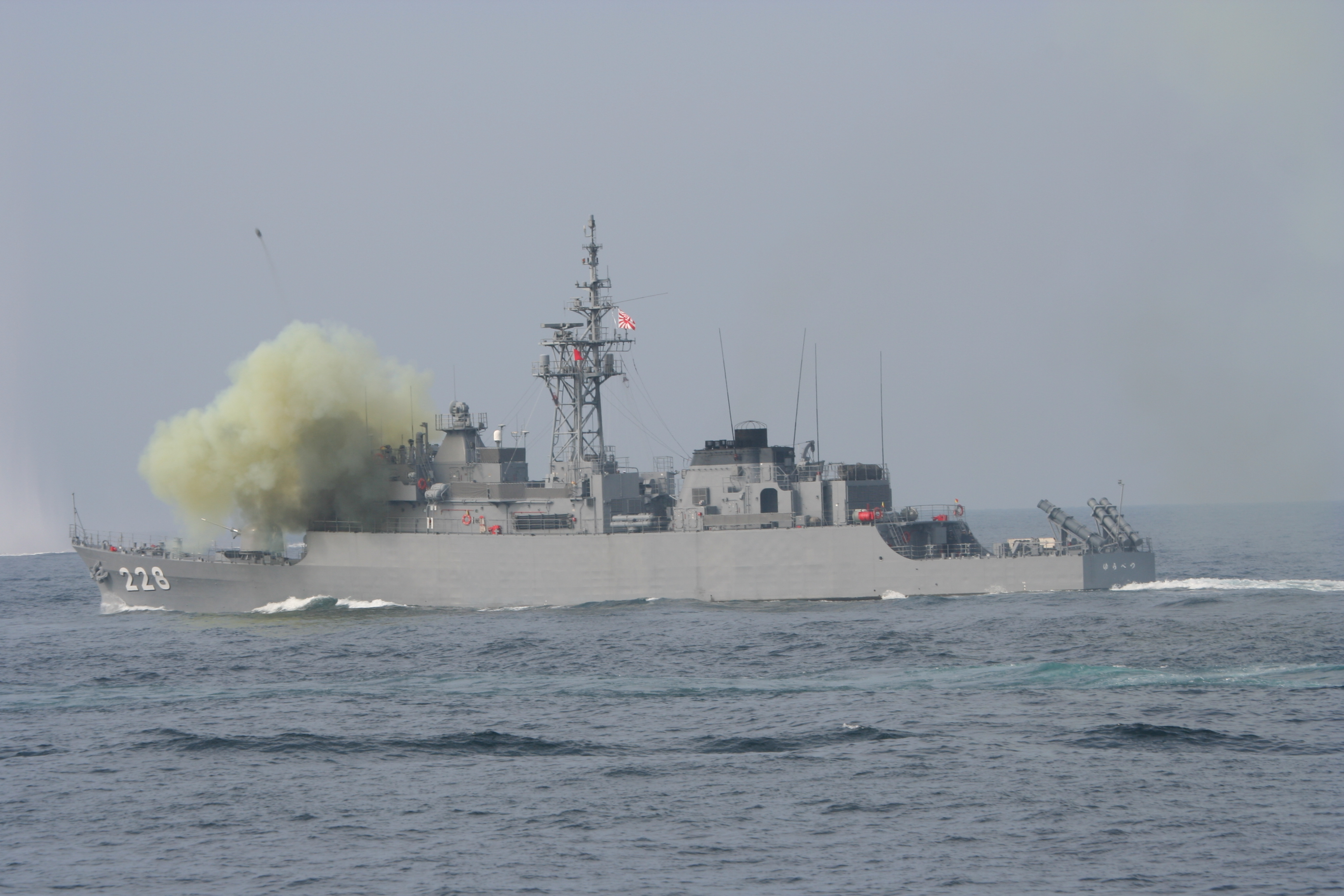
Júbecu (DE-228)

Díky vysoké míře automatizace tvořilo posádku plavidel méně než 100 lidí. Elektroniku tvořil námořní vyhledávací radar OPS 28, navigační radar OPS 19, střelecký radar GFCS 1, podpůrný elektronický systém NOLQ 6, rušička OLT 3 a dva odpalovače klamných cílů Mk 36 SRBOC. Plavidla byla vybavena trupovým sonarem QQS.
Základní hlavňovou výzbroj tvořil jeden 76mm kanón OTO Melara v dělové věži na přídi. K ničení ponorek sloužil čtyřhlavňový 375mm protiponorkový raketomet Bofors, který v boji na kratší vzdálenost doplnily dva tříhlavňové 324mm protiponorkové torpédomety. Protilodní výzbroj představovalo osm protilodních střel RGM-84C Harpoon. Blízkou obranu proti letadlům a protilodním střelám zajišťoval jeden 20mm kanónový komplet Phalanx CIWS. Fregaty nenesly vrtulník.
Pohonný systém byl koncepce CODOG. Pro plavbu ekonomickou rychlostí sloužily dva diesely Mitsubishi 6DRV o výkonu 3470 kW, přičemž v bojové situaci se připojila plynová turbína Kawasaki/Rolls-Royce Olympus TM3B o výkonu 21 170 kW. Lodní šrouby byly dva. Nejvyšší rychlost dosahovala 25 uzlů.